# Centre pour l'étude des risques existentiels
Le centre pour l'étude des risques existentiels (CSER pour Centre for the Study of Existential Risk en anglais) est un centre de recherche de l'université de Cambridge créé à l'origine pour se concentrer sur l'étude des risques liés à des évolutions de la technologie susceptible de mettre en danger l'avenir même de l'humanité. Le centre a été fondé par les chercheurs Huw Price, Martin Rees et Jaan Tallinn.
L'une des études du centre, portant sur les risques existentiels posés par l'intelligence artificielle, a bénéficié d'une importante visibilité médiatique, suscitant des analogies avec le film Terminator. Selon Price, « Il semble raisonnable de croire qu’à un moment donné, dans ce siècle ou le prochain, l’intelligence échappera aux contraintes de la biologie »,,.
Par la suite, le centre a élargi ses centres d'intérêt à d'autres risques susceptibles de menacer la survie de la civilisation ou de l'espèce humaine. Quatre principales catégories de risques sont envisagées :
- les risques biologiques catastrophiques mondiaux ;
- les risques environnementaux extrêmes ;
- les risques liés au développement de l'intelligence artificielle.
- les autres risques technologiques ;

Pour le centre, les risques technologiques extrêmes incluent une guerre nucléaire, une pandémie issue de développements artificiels, le changement climatique, effondrement écologique ou des impacts de l'intelligence artificielle avancée.
Le centre de recherche a été à l'initiative de la création d’un groupe parlementaire transpartisan centré sur les intérêts des générations futures, dans le but d'amener les politiques à penser long terme et risques globaux,. Certaines de ses activités sont financées par la Fondation John-Templeton.
Ce groupe a notamment produit une charte applicable au Royaume-Uni similaire à ce qui existait déjà au Pays de Galles visant la préservation des intérêts des générations futures.